# Olympische Sommerspiele 2012/Schwimmen – 100 m Schmetterling (Frauen)
Der Wettbewerb über 100 Meter Schmetterling der Frauen bei den Olympischen Spielen 2012 in London wurde am 28. und 29. Juli 2012 im London Aquatics Centre ausgetragen. 42 Athletinnen nahmen daran teil.
Es fanden sechs Vorläufe statt. Die 16 schnellsten Schwimmerinnen aller Vorläufe qualifizierten sich für die beiden Halbfinals, die am gleichen Tag ausgetragen wurden. Für das Finale am nächsten Tag qualifizierten sich hier die acht schnellsten Starterinnen beider Läufe.
Abkürzungen:

WR = Weltrekord, OR = olympischer Rekord, NR = nationaler Rekord

ER = Europarekord, NAR = Nordamerikarekord, SAR = Südamerikarekord, ASR = Asienrekord, AFR = Afrikarekord, OZR = Ozeanienrekord

PB = persönliche Bestleistung, JWB = Jahresweltbestzeit

## Bestehende Rekorde
| Weltrekord         | Sarah Sjöström ( Schweden)    | 56,06 s | Rom, Italien       | 27. Juli 2009      |
| Olympischer Rekord | Inge de Bruijn ( Niederlande) | 56,61 s | Sydney, Australien | 17. September 2000 |

## Titelträger
| Olympiasieger | Lisbeth Trickett ( Australien)     | 56,73 s | Peking 2008   |
| Weltmeister   | Dana Vollmer ( Vereinigte Staaten) | 56,87 s | Shanghai 2011 |
| Europameister | Ingvild Snildal ( Norwegen)        | 58,04 s | Debrecen 2012 |

## Vorlauf

### Vorlauf 1
28. Juli 2012
| Platz | Name            | Nation                  | Zeit        | Anmerkung |
| ----- | --------------- | ----------------------- | ----------- | --------- |
| 1     | Noel Borshi     | Albanien                | 1:05,49 min |           |
| 2     | Dorian McMenemy | Dominikanische Republik | 1:05,78 min | NR        |
| 3     | Marie Meza      | Costa Rica              | 1:07,01 min |           |

### Vorlauf 2
28. Juli 2012
| Platz | Name                   | Nation     | Zeit        | Anmerkung |
| ----- | ---------------------- | ---------- | ----------- | --------- |
| 1     | Judit Ignacio Sorribes | Spanien    | 59,42 s     |           |
| 1     | Danielle Villars       | Schweiz    | 59,42 s     | NR        |
| 3     | Sara Isakovič          | Slowenien  | 59,86 s     |           |
| 4     | Sarah Blake Bateman    | Island     | 59,87 s     | NR        |
| 5     | Triin Aljand           | Estland    | 1:00,43 min |           |
| 6     | Justine Bruno          | Frankreich | 1:01,14 min |           |
| 7     | Dalia Tórrez Zamora    | Nicaragua  | 1:05,42 min |           |

### Vorlauf 3
28. Juli 2012
| Platz | Name               | Nation     | Zeit        | Anmerkung |
| ----- | ------------------ | ---------- | ----------- | --------- |
| 1     | Irina Bespalowa    | Russland   | 58,79 s     |           |
| 2     | Otylia Jędrzejczak | Polen      | 59,31 s     |           |
| 3     | Denisa Smolenová   | Slowakei   | 59,48 s     |           |
| 4     | Emilia Pikkarainen | Finnland   | 59,55 s     |           |
| 5     | Hannah Wilson      | Hongkong   | 59,59 s     |           |
| 6     | Liliána Szilágyi   | Ungarn     | 1:00,34 min |           |
| 7     | Sara Oliveira      | Portugal   | 1:00,44 min |           |
| 8     | Birgit Koschischek | Österreich | 1:00,54 min |           |

### Vorlauf 4
28. Juli 2012
| Platz | Name                     | Nation         | Zeit    | Anmerkung |
| ----- | ------------------------ | -------------- | ------- | --------- |
| 1     | Alicia Coutts            | Australien     | 57,36 s |           |
| 2     | Francesca Halsall        | Großbritannien | 58,23 s |           |
| 3     | Tao Li                   | Singapur       | 58,34 s |           |
| 4     | Aljaksandra Herassimenja | Belarus        | 58,50 s | NR        |
| 5     | Yuka Katō                | Japan          | 58,72 s |           |
| 6     | Kristel Vourna           | Griechenland   | 58,74 s |           |
| 7     | Alexandra Wenk           | Deutschland    | 58,85 s |           |
| 8     | Jessicah Schipper        | Australien     | 59,17 s |           |

### Vorlauf 5
29. Juli 2012
| Platz | Name              | Nation         | Zeit    | Anmerkung |
| ----- | ----------------- | -------------- | ------- | --------- |
| 1     | Sarah Sjöström    | Schweden       | 57,45 s |           |
| 2     | Ellen Gandy       | Großbritannien | 58,25 s |           |
| 3     | Inge Dekker       | Niederlande    | 58,30 s |           |
| 4     | Ilaria Bianchi    | Italien        | 58,42 s |           |
| 5     | Martina Granström | Schweden       | 58,70 s |           |
| 6     | Katerine Savard   | Kanada         | 58,76 s |           |
| 7     | Amit Ivry         | Israel         | 58,78 s |           |
| 8     | Natsumi Hoshi     | Japan          | 59,06 s |           |

Inge Dekker (NED) verzichtete auf ihren Start im Halbfinale, um am nur eine Stunde später stattfindenden Finale der 100-Meter-Freistilstaffel teilnehmen zu können. Für Dekker rutschte die Kanadierin Katerine Savard ins Halbfinale.

### Vorlauf 6
28. Juli 2012
| Platz | Name                  | Nation             | Zeit        | Anmerkung |
| ----- | --------------------- | ------------------ | ----------- | --------- |
| 1     | Dana Vollmer          | Vereinigte Staaten | 56,25 s     | OR        |
| 2     | Lu Ying               | China              | 57,17 s     |           |
| 3     | Jeanette Ottesen Gray | Dänemark           | 57,64 s     |           |
| 4     | Jiao Liuyang          | China              | 57,71 s     |           |
| 5     | Claire Donahue        | Vereinigte Staaten | 58,06 s     |           |
| 6     | Kimberly Buys         | Belgien            | 58,79 s     |           |
| 7     | Ingvild Snildal       | Norwegen           | 59,01 s     |           |
| 8     | Daynara de Paula      | Brasilien          | 1:00,14 min |           |

## Halbfinale

### Lauf 1
Die Belarussin Herassimenja schied zwar aus, konnte aber in diesem olympischen Wettbewerb den belarussischen Rekord gleich zwei Mal verbessern.
28. Juli 2012
| Platz | Name                     | Nation         | Zeit    | Anmerkung |
| ----- | ------------------------ | -------------- | ------- | --------- |
| 1     | Sarah Sjöström           | Schweden       | 57,27 s |           |
| 2     | Lu Ying                  | China          | 57,51 s |           |
| 3     | Jiao Liuyang             | China          | 58,04 s |           |
| 4     | Tao Li                   | Singapur       | 58,18 s |           |
| 5     | Yuka Katō                | Japan          | 58,26 s |           |
| 6     | Aljaksandra Herassimenja | Belarus        | 58,41 s | NR        |
| 7     | Francesca Halsall        | Großbritannien | 58,52 s |           |
| 8     | Katerine Savard          | Kanada         | 59,22 s |           |

### Lauf 2
Vollmer, die schon im Vorlauf den alten Olympiarekord verbesserte, blieb auch in diesem Halbfinale unter der alten Bestmarke.
28. Juli 2012
| Platz | Name                  | Nation             | Zeit    | Anmerkung |
| ----- | --------------------- | ------------------ | ------- | --------- |
| 1     | Dana Vollmer          | Vereinigte Staaten | 56,36 s |           |
| 2     | Alicia Coutts         | Australien         | 56,85 s |           |
| 3     | Jeanette Ottesen Gray | Dänemark           | 57,25 s | NR        |
| 4     | Claire Donahue        | Vereinigte Staaten | 57,42 s |           |
| 5     | Ellen Gandy           | Großbritannien     | 57,66 s |           |
| 6     | Ilaria Bianchi        | Italien            | 57,79 s | NR        |
| 7     | Kristel Vourna        | Griechenland       | 58,31 s | NR        |
| 8     | Martina Granström     | Schweden           | 58,95 s |           |

## Finale
Mit ihrem Weltrekord ist Dana Vollmer die erste Frau, die unter 56 Sekunden ins Ziel kommt.

Das Rennen ist, nicht nur durch den Weltrekord, das schnellste in der olympischen Geschichte. Erstmals blieben alle Medaillengewinnerinnen unter 57 Sekunden, erstmals blieben alle Finalistinnen unter 58 Sekunden.

Die Italienerin Ilaria Bianchi, Fünfte im Finale, konnte im olympischen Wettbewerb den italienischen Rekord zweimal verbessern.
29. Juli 2012, 19:30 Uhr MEZ
| Platz | Name                  | Nation             | Zeit    | Anmerkung |
| ----- | --------------------- | ------------------ | ------- | --------- |
| 1     | Dana Vollmer          | Vereinigte Staaten | 55,98 s | WR, OR    |
| 2     | Lu Ying               | China              | 56,87 s |           |
| 3     | Alicia Coutts         | Australien         | 56,94 s |           |
| 4     | Sarah Sjöström        | Schweden           | 57,17 s |           |
| 5     | Ilaria Bianchi        | Italien            | 57,27 s | NR        |
| 6     | Jeanette Ottesen Gray | Dänemark           | 57,35 s |           |
| 7     | Claire Donahue        | Vereinigte Staaten | 57,48 s |           |
| 8     | Ellen Gandy           | Großbritannien     | 57,76 s |           |

## Bildergalerie

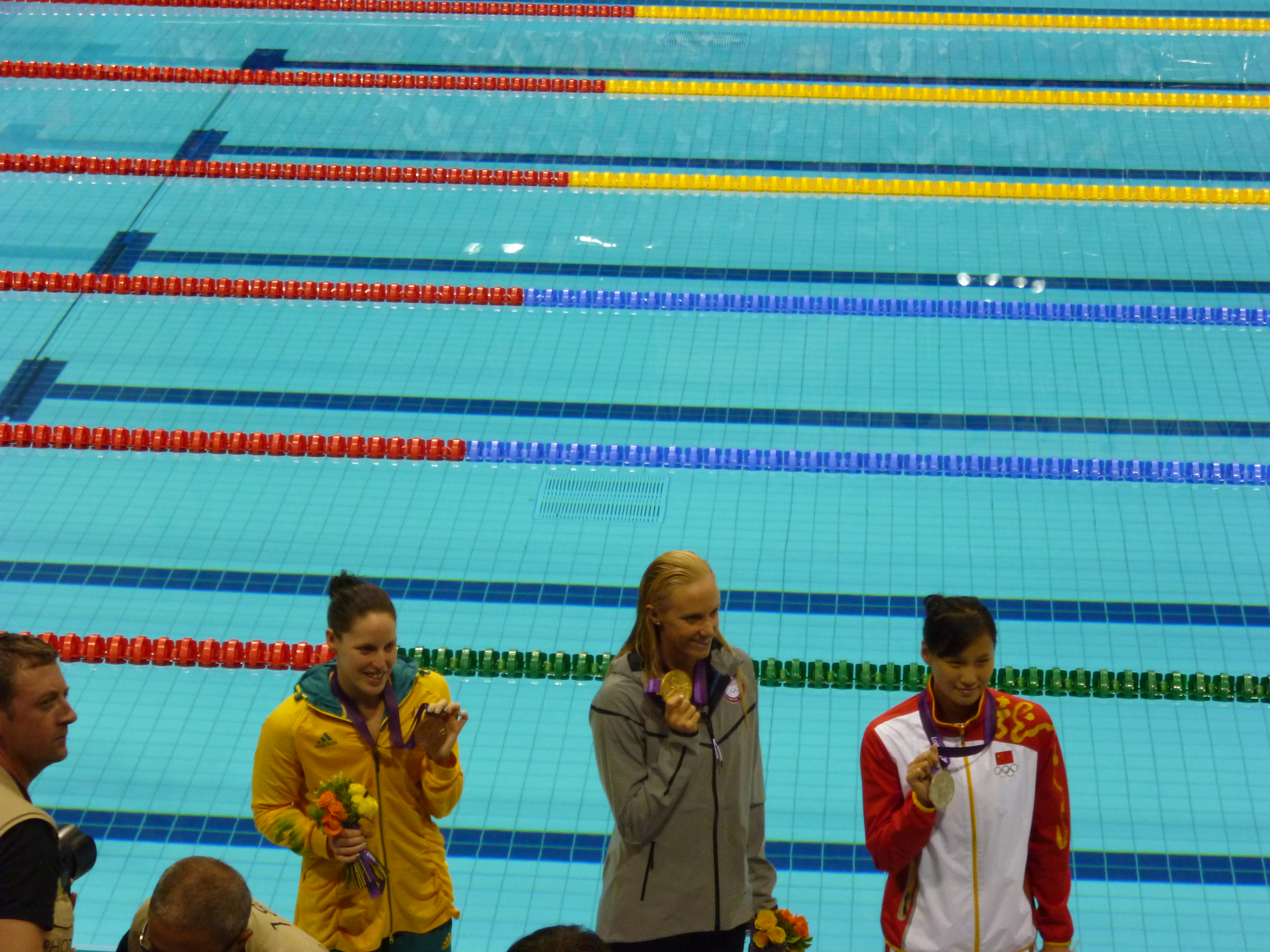
Die Medaillengewinnerinnen: Vollmer (Mitte), Lu Ying (rechts) und Coutts (links)
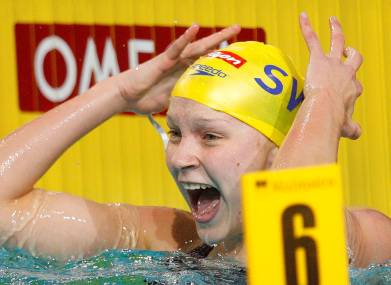
Weltrekordlerin Sarah Sjöström (SWE) schwimmt im Finale auf Platz 4
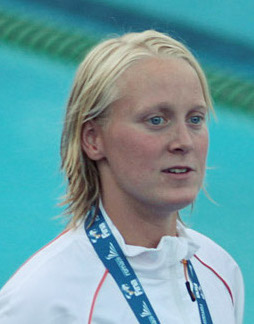
Inge Dekker (NED) qualifiziert sich fürs Halbfinale, verzichtet jedoch auf den Start
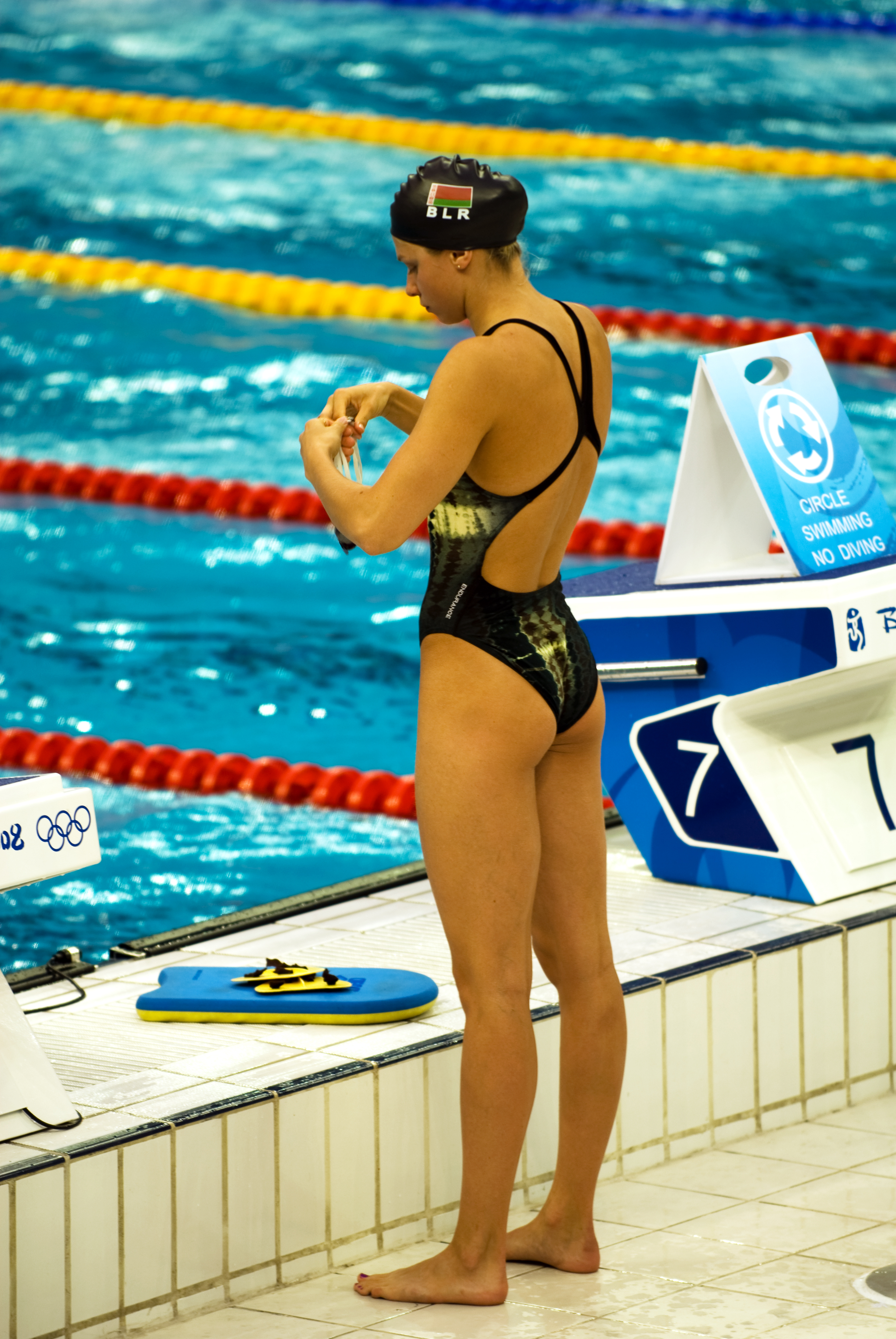
Aljaksandra Herassimenja (BLR), hier bei den Spielen von Peking, scheitert trotz Landesrekord im Halbfinale

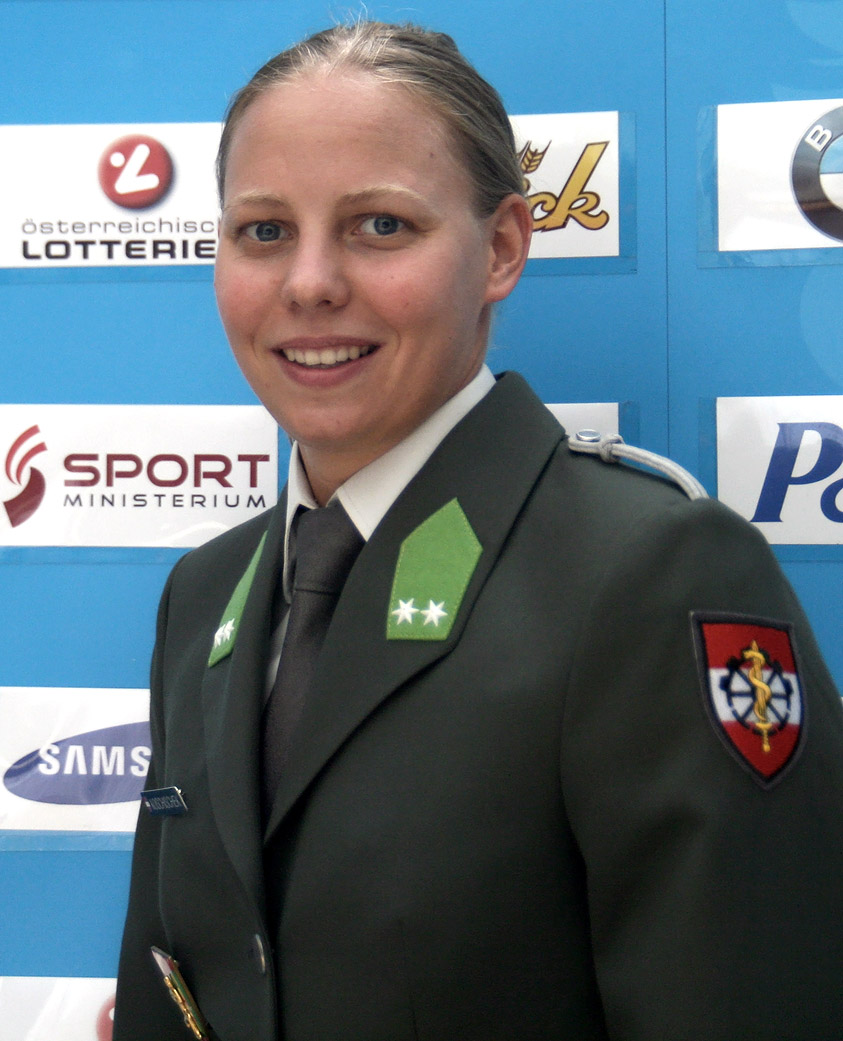
Birgit Koschischek (AUT) vom österreichischen Heeressportverband scheitert im Vorlauf
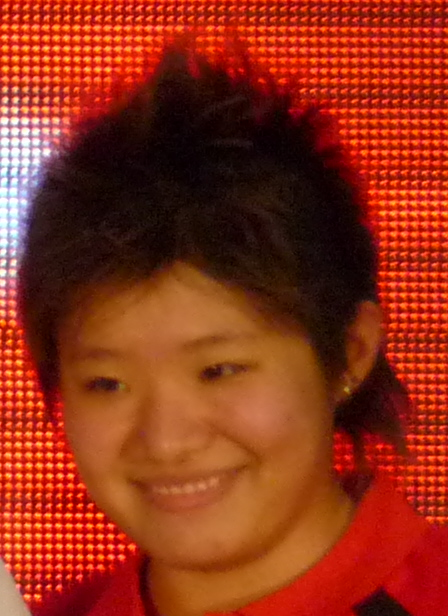
Tao Li (SIN) scheidet im Halbfinale aus
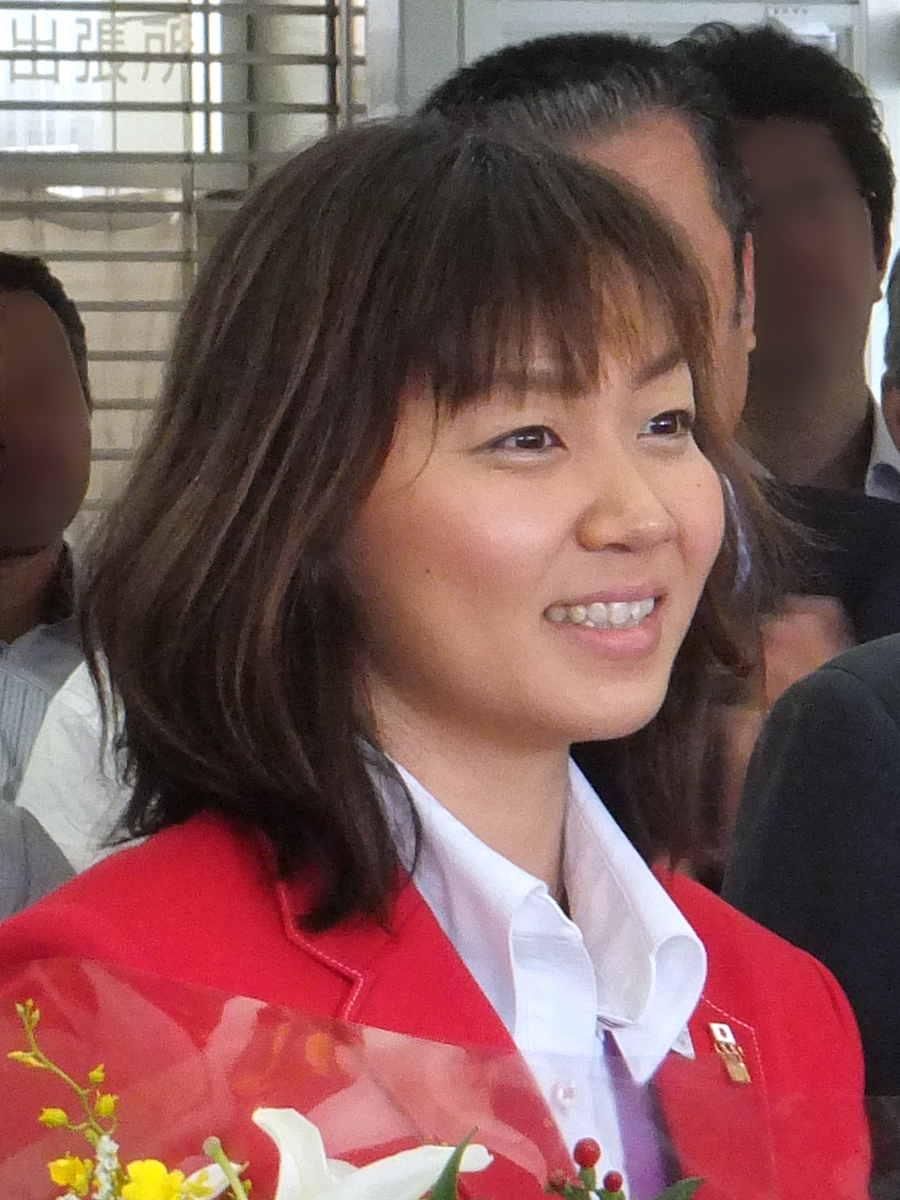
Yuka Katō (JPN) scheidet im Halbfinale aus
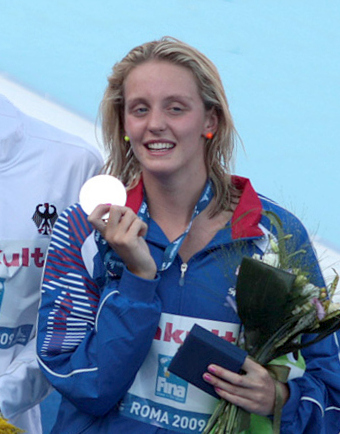
Francesca Halsall (GBR), hier bei der WM 2009, scheitert im Halbfinale

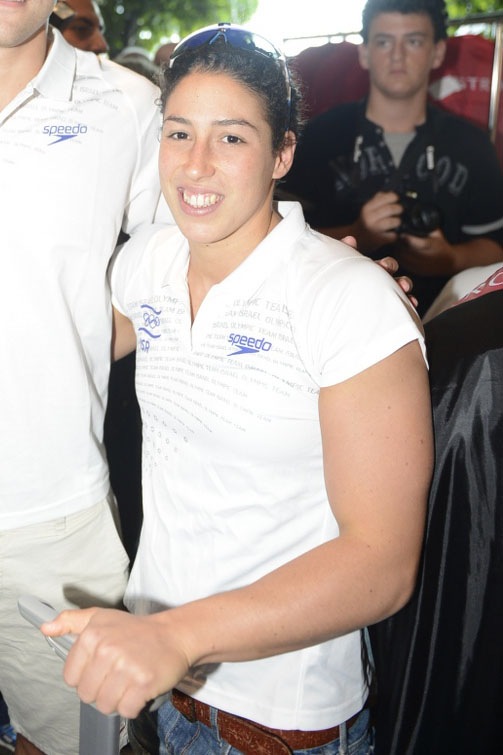
Amit Ivry (ISR) scheitert in ihrem Vorlauf